# Водна кула арт фест
Водна кула арт фест е международен фестивал за съвременно изкуство в занемарени пространства. Организатор на фестивала е сдружение ИМЕ с председател Ния Пушкарова.
Възниква през 2006 г. като малка гражданска инициатива на група творци, обединени под мотото „изкуство за социална промяна“, приканващи за почистването на градинката около водната кула в квартал Лозенец, София. През годините се превръща в един от най-големите международни фестивали за съвременно изкуство и платформа за обмен на идеи. През 2016 г. отбелязва своята 10-а годишнина и е трансформирана в логичното си продължение – резиденция.
През своята 10-годишна история Водна кула арт фест интегрира над 20 сгради и пространства с изключителна архитектурна, историческа или културна значимост както в София така и в страната. След проведен търг Водната кула в кв. Лозенец е прехвърлена на други собственици и работи като галерия от 2015 г. Тя остава символ на инициативата със запазен патент през 2016 г. В нея са включени Царската гара в Казичене, Видинската синагога, подземието с триъгълна кула от крепостта Сердика, Минерална баня Баши (част от Музея на София) и други обекти.
Фестивалът работи за социална промяна чрез творчески намеси в занемарени пространства, насочвайки публичното внимание към проблеми, чрез средствата на съвременното изкуство – арт инсталации и такива създадени специално за пространствата, фотография, видео изкуство, пърформанс и други. Участници през годините са както известни и признати български и международни автори, така и млади творци.
Фестивалът е част от Културния календар на София от 2015 до 2017 г. Носител на European Festival Label от EFFE за 2015 – 2016.

## Галерия
- Откриване в Склад Деспред 2018
- Акция Орлов мост Хуан Хосе Валенсия
- Откриване Водна кула арт резиденция 2019